# 4. armija (Austro-Ugarska)
4. armija (njem. 4. armee) je bila vojna formacija austrougarske vojske u Prvom svjetskom ratu. Tijekom Prvog svjetskog rata djelovala je na Istočnom bojištu. 

## Povijest
Četvrta armija formirana je nakon što je Austro-Ugarska proglasila mobilizaciju u kolovozu 1914. godine. Armija se nalazila na Istočnom bojištu, te se na početku rata sastojala od četiri korpusa i to II. korpusa, VI. korpusa, IX. korpusa i XVII. korpusa. Zapovjednikom armije imenovan je general pješaštva Moritz Auffenberg.
Prema austrougarskom ratnom planu 4. armija je zajedno s 1. armijom pod zapovjedništvom Viktora Dankla trebala prijeći rijeku San, zauzeti Lubin i Brest, te zajedno s njemačkim snagama okružiti rusku vojsku u čitavoj ruskoj Poljskoj. Četvrta armija se tako napredujući sukobila s ruskom 5. armijom pod zapovjedništvom Pavela Plehvea, te je istu porazila u Bitci kod Komarowa zarobivši pritom 20.000 ruskih vojnika.
Početkom rujna 1914. 4. armija skreće prema jugu kako bi pomogla 3. armiji koja je u Bitci na Gnjiloj Lipi pretrpjela teške gubitke, te zajedno s 2. armijom okružila i uništila rusku 3. armiju pod zapovjedništvom Nikolaja Ruzskog. Međutim, u Bitci kod Rava-Ruske (2. rujna – 11. rujna 1914.) 4. armija je teško poražena, te je jedva izbjegnuvši opkoljavanje prisiljena uz teške gubitke na ponižavajuće povlačenje preko Karpata. Zbog navedenog poraza zapovjednik 4. armije Moritz Auffenberg je 30. rujna 1914. smijenjen. Na mjestu zapovjednika zamijenio ga je nadvojvoda Josef Ferdinand, dotadašnji zapovjednik XIV. korpusa.

U prosincu 1914. 4. armija uspješno odbija ruski napad usmjeren prema Krakowu. U Bitci kod Limanowe (1. prosinca – 13. prosinca 1914.) 4. armija je zajedno s 3. armijom pod zapovjedništvom Svetozara Borojevića zaustavila ruski napad, te rusku 3. armiju prisilila na povlačenje spriječivši da ruske snage prodru prema Krakowu.
Četvrta armija u ožujku 1915. ponovno odbija napad ruske 3. armije u Karpatskoj ofenzivi (23. siječnja – 15. travnja 1915.). U navedenim operacijama ruske snage su, iako su ostvarile određene početne uspjehe, protunapadom izvršenim 6. travnja zaustavljene i vraćene na početne položaje. 
U svibnju 1915. 4. armija sudjeluje u ofenzivi Gorlice-Tarnow (1. svibnja – 18. rujna 1915.). U navedenoj ofenzivi jedinice 4. armije zajedno s njemačkom 11. armijom pod zapovjedništvom Augusta von Mackensena probijaju frontu koju je držala ruska 3.armija na dijelu između Gorlica i Tarnowa, te nakon toga zauzimaju Krasnik i Lublin. Nakon zauzimanja tvrđave Brest-Litovsk 26. kolovoza 1915. austrougarski Glavni stožer odlučio je nastaviti ofenzivu, ali je ista okončana neuspješno na način da je 4. armija prisiljena na povlačenje na položaje iza rijeke Styr. U rujnu 4. armija ulazi u sastav Grupe armija nadvojvoda Josef Ferdinand, da bi nakon njenog kratkog postojanja i rasformiranja, u listopadu 1915. ušla u sastav Grupe armija Linsingen. U listopadu armija sjedište stožera premješta u Luck gdje armija ima sjedište do prosinca kada se isto premješta u Wladimir.
Četvrta armija je u lipnju 1916. snažno je napadnuta u Brusilovljevoj ofenzivi (4. lipnja – 20. rujna 1916.). Položaji armije gotovo su u potpunosti uništeni preciznim ruskim bombardiranjem, te su već prvog dana probijeni na više mjesta. Navedeno je uzrokovalo gotovo panično povlačenje 4. armije, te masovnu predaju njezinih jedinica tako da je armija gotovo prestala biti efektivna vojna snaga. Navedeno je uzrokovalo smjenu zapovjednika 4. armija Josefa Ferdinanda kojega je 7. lipnja 1916. na mjestu zapovjednika zamijenio general pukovnik Karl Tersztyanszky. Nakon primitka pojačanja 4. armija je uspjela konsolidirati svoje položaje, te zaustaviti rusko napredovanje koje je polako gubilo zamah. Tersztyanszky je 4. armijom zapovijedao do ožujka 1917. kada ga je na mjestu zapovjednika zamijenio general pukovnik Karl von Kirchbach, dotadašnji zapovjednik 3. armije.
Tijekom 1917. 4. armija nije sudjelovala u značajnijim vojnim operacijama. Armija je rasformirana nakon potpisivanja Brest-Litovskog mira 15. ožujka 1918. godine. 

## Zapovjednici
Moritz Auffenberg (1. kolovoza 1914. – 30. rujna 1914.)

Josef Ferdinand (30. rujna 1914. – 3. srpnja 1916.)

Karl Tersztyanszky (3. srpnja 1916. – 5. ožujka 1917.)

Karl von Kirchbach (5. ožujka 1917. – 15. ožujka 1918.)

## Načelnici stožera
Karl Soos von Badok (31. kolovoza 1914. – 29. rujna 1914.)
Rudolf Krauss (29. rujna 1914. – kolovoz 1915.)
Josef von Paic (kolovoz 1915. – 28. rujna 1915.)
Otto von Berndt (28. rujna 1915. – 28. listopada 1916.)
Heinrich von Salis-Samaden (5. studenog 1916. – 5. ožujka 1917.)
Ferdinand Demus-Moran (5. ožujka 1917. – 15. ožujka 1918.)

## Bitke
Bitka kod Komarowa (26. kolovoza – 2. rujna 1914.)
Bitka kod Rava-Ruske (2. rujna – 11. rujna 1914.)
Bitka kod Limanowe (1. prosinca – 13. prosinca 1914.)
Karpatska ofenziva (23. siječnja – 15. travnja 1915.)
Ofenziva Gorlice-Tarnow (1. svibnja – 18. rujna 1915.)
Brusilovljeva ofenziva (4. lipnja – 20. rujna 1916.)

## Sastav
- kolovoz 1914.: II. korpus, VI. korpus, IX. korpus, XVII. korpus
- listopad 1914.: II. korpus, VI. korpus, XVII. korpus
- siječanj 1915.: VI. korpus, IX. korpus, XI. korpus, XIV. korpus, XVII. korpus, Grupa Bartheldy
- travanj 1915.: VI. korpus, IX. korpus, XIV. korpus
- svibanj 1915.: IX. korpus, XIV. korpus
- lipanj 1915.: VIII. korpus, IX. korpus, X. korpus, XIV. korpus, XVII. korpus
- listopad 1915.: IX. korpus, X. korpus
- siječanj 1916.: II. korpus, IX. korpus, X. korpus, XVII. korpus
- lipanj 1916.: II. korpus, X. korpus, Korpus Szurmay
- rujan 1916.: X. korpus, njemački X. korpus, Korpus Szurmay, Armijska grupa Marwitz, Grupa Beckmann
- studeni 1916.: X. korpus, Korpus Szurmay, Grupa Marwitz, Grupa Beckmann
- siječanj 1917.: X. korpus, Korpus Szurmay, njemački X. korpus, Grupa Luga, Grupa Beckmann
- ožujak 1917.: XXIV. korpus, Grupa Luga
- srpanj 1917.: Grupa Luga, Grupa Mittel
- listopad 1917.: X. korpus, XII. pričuvni korpus
- prosinac 1917.: X. korpus, XII. pričuvni korpus
- veljača 1918.: X. korpus, XXII. korpus, Grupa Turja

## Vojni raspored 4. armije na početku Prvog svjetskog rata
Zapovjednik: general pješaštva Moritz Auffenberg

- II. korpus (genpj. Blasius Schemua)
  - 4. pješačka divizija (podmrš. Stöger-Steiner)
  - 25. pješačka divizija (nadvoj. Peter Ferdinand)
  - 13. landverska divizija (podmrš. Kreysa)

- VI. korpus (genpj. Svetozar Borojević)
  - 15. pješačka divizija (podmrš. Wodniansky von Wildenfeld)
  - 27. pješačka divizija (podmrš. Gerstenberger von Reichsegg und Gerstberg)
  - 39. honvedska divizija (podmrš. Hadfy)

- IX. korpus (genpj. Lothar von Hortstein)
  - 10. pješačka divizija (podmrš. Hordt)
  - 26. landverska divizija (podmrš. Friedel)

- XVII. korpus (genkonj. Karl von Huyn)
  - 19. pješačka divizija (podmrš. Lukas)

- Armijska grupa Kummer (genkonj. Heinrich Kummer)
  - 7. konjička divizija (podmrš. Korda)
  - 95. landšturmska pješačka divizija (genboj. Richard-Rostoczil)
  - 106. landšturmska pješačka divizija (genboj. Czapp)

- Pod neposrednim armijskim zapovjedništvom
  - 6. konjička divizija (podmrš. Wittmann)
  - 19. konjička divizija (podmrš. Mayr)Karl von Kirchbach, posljednji zapovjednik 4. armije

## Vojni raspored 4. armije u siječnju 1915.
Zapovjednik: nadvojvoda Josef Ferdinand

- XVII. korpus (genpj. Karl Kritek)
  - 41. honvedska divizija (podmrš. Schay)

- XIV. korpus (podmrš. Josef Roth)
  - 3. pješačka divizija (podmrš. Horsetzky)
  - 8. pješačka divizija (podmrš. Fabini)
  - 47. pričuvna pješačka divizija (genpor. Besser)

- XI. korpus (gentop. Stefan Ljubičić)
  - 11. pješačka divizija (podmrš. Bellemont)
  - 15. pješačka divizija (podmrš. Schenk)
  - 30. pješačka divizija (podmrš. Kaiser)
  - 6. konjička divizija (podmrš. Wittmann)

## Vojni raspored 4. armije u ofenzivi Gorlice-Tarnow
Zapovjednik: nadvojvoda Josef Ferdinand

- IX. korpus (podmrš. Rudolf Kralicek)
  - 106. landšturmska pješačka divizija (podmrš. Kletter)
  - 10. pješačka divizija (genboj. Mecenseffy)
  - Kombinirana pješačka divizija (podmrš. Stöger-Steiner)

- XIV. korpus (podmrš. Josef Roth)
  - 8. pješačka divizija (podmrš. Fabini)
  - 3. pješačka divizija (podmrš. Horsetzky)

## Vojni raspored 4. armije u rujnu 1915.
Zapovjednik: nadvojvoda Josef Ferdinand

- XIV. korpus (genpj. Josef Roth)
  - 2. pješačka divizija (podmrš. Sellner)
  - 3. pješačka divizija (podmrš. Horsetzky)
  - 21. zaštitna divizija (genboj. Podhajsky)

- X. korpus (podmrš. Hugo Martiny)
  - 24. pješačka divizija (genboj. Urbarz)
  - 62. pješačka divizija (genboj. Tunk)

- IX. korpus (podmrš. Rudolf Kralicek)
  - 10. pješačka divizija (podmrš. Mecenseffy)
  - 26. zaštitna divizija (podmrš. Lischka)

- Pod neposrednim armijskim zapovjedništvom
  - 4. konjička divizija (genboj. Berndt)
  - 7. konjička divizija (genboj. Marenzi)

## Vojni raspored 4. armije u Brusilovljevoj ofenzivi
Zapovjednik: nadvojvoda Josef Ferdinand

- X. korpus (genpj. Hugo Martiny)
  - 2. pješačka divizija (genboj. Sellner)
  - 37. honvedska divizija (genboj. Tabajdi)

- II. korpus (podmrš. Julius Kaiser)
  - 41. honvedska divizija (genboj. Schamschula)
  - 4. pješačka divizija (genboj. Reymann)

- Korpus Szurmay (podmrš. Sandor Szurmay)
  - 7. pješačka divizija (genboj. Felix)
  - 70. honvedska divizija (genboj. Goldbach)

- Armijska pričuva
  - 11. pješačka divizija (genboj. Grubic)
  - 13. zaštitna divizija (podmrš. Szekely)
  - 10. konjička divizija (genboj. Bauer)

## Vojni raspored 4. armije u studenom 1916.
Zapovjednik: general pukovnik Karl Tersztyanszky

- Korpus Szurmay (podmrš. Sandor Szurmay)
  - 11. pješačka divizija (genboj. Metz)
  - 10. landverska divizija (genpor. Stocken)

- X. korpus (genpj. Friedrich Csanady)
  - 13. zaštitna divizija (podmrš. Kalser)
  - 2. pješačka divizija (podmrš. Jemrich)

- X. korpus (Njemačka) (genpor. Konstantin Schmidt von Knobelsdorf)
  - 19. pješačka divizija (genboj. Hulsen)
  - 20. pješačka divizija (genboj. Wellman)
  - 121. pješačka divizija (genboj. Ditfurth)
  - 29. pješačka divizija (podmrš. Schön)

- Grupa Beckmann (genpor. Max Beckmann)
  - 108. pješačka divizija (genpor. Beckmann)
  - 115. pješačka divizija (genboj. A. Kleist)
  - 2. gardijska brigada (puk. Arnim)

- Grupa Marwitz (genkonj. Georg von der Marwitz)

## Vojni raspored 4. armije u ljeto 1917.
Zapovjednik: general pukovnik Karl von Kirchbach

- Grupa Luga (genpj. Julius Riemann)
  - 108. pješačka divizija (genpor. Beckmann)
  - 224. pješačka divizija (genboj. Rüstow)
  - 11. pješačka divizija (genboj. Metz)

- Grupa Mittel (genpuk. Karl Kritek)
  - 10. landverska divizija (genpor. Stocken)
  - 13. zaštitna divizija (podmrš. Kasler)
  - 2. pješačka divizija (podmrš. Jemrich)

- VIII. korpus (Njemačka) (genpor. Roderich von Schoeler)
  - 86. pješačka divizija (genpor. Wernitz)
  - 7. landverska divizija (genpor. Wencher)
  - 29. pješačka divizija (genboj. Steiger)

## Vanjske poveznice
(eng.) 4. armija na stranici Austrianphilately.com  Arhivirana inačica izvorne stranice od 20. ožujka 2021. (Wayback Machine)

(eng.) 4. armija na stranici Austro-Hungarian-Army.co.uk